# 三潭印月
三潭印月为中华人民共和国杭州西湖十景之一，是西湖中最大一个岛，面积6万平方米，又称为小瀛洲。岛南湖上有三座石塔，塔高2.5米，露出水面2米，由基座、圆形塔身、宝盖、六边小亭、葫芦顶组成，塔身球形中空，周身开有五个小圆孔，孔边饰浮雕花纹。石塔最初为宋代苏轼所建的界塔，明代重建，演变为景观塔。晴夜塔中点燃的灯烛与月色映照，景色尤美，即“三潭塔分一月印，一波影中一圆晕”。

## 历史
三潭石塔的历史可以追溯到北宋元祐五年（1090年），当时苏轼开浚西湖，“在湖中立塔以为标表，著令塔以内不许侵为菱荡”。苏轼所建三塔毁于元代。现存石塔为明熹宗天启元年（1621年）重建，即“池外造小石塔三座，谓之三潭”。（一说天启年间所建的塔在清朝初年毁废，现存三塔为康熙年间所制。）2005年，三潭石塔成为浙江省文物保护单位。2013年，西湖十景被列为第七批全国重点文物保护单位。
2013年7月29日21时25分，三潭石塔中南部的塔被浙江外事旅游公司游船“静逸号”撞倒，落入水中。西湖水域管理处和景区公安机关连夜行动，请专业潜水员入水打捞，终于将塔的各个部件捞出水面，原位拼装；次日凌晨，景区基本恢复原貌。
2004年的第五套人民币1元的背景图案，就是经过艺术处理后的西湖三潭印月，将保俶塔、断桥移花接木的放在了一起。人民币背后的图案是经过加工处理的，在现实中根本无法从现在的这个角度把人民币上的景色拍下来；但是只有把三潭印月、断桥和保俶塔集合在一起，才能把西湖最具特色的景点展现出来。